# Christian Wendler
Christian Wendler (* 20. November 1989 in Düsseldorf) ist ein deutscher Eishockeytorwart, der seit der Saison 2020/21 für den Herner EV in der Oberliga spielt.

## Karriere
Als Kind und Jugendlicher begann er beim damaligen EC Ratingen von 1995 bis 1997. Als der ECR dann seinen Standort nach Oberhausen verlegte, spielte er von 1997 bis 2001 für den nachfolgenden Klub, die Ratinger Ice Aliens.
Von Ratingen wechselte er 2001 nach Essen. Dort spielte er zwei Jahre, um dann in die höchste Nachwuchsliga, die Deutsche Nachwuchsliga, zu wechseln. In der DNL spielte er für den Krefelder EV. Während der Saison 2004/05 absolvierte er sein erstes DEL-Spiel für die Pinguine. Nach der DNL verbrachte er sein erstes Profijahr 2007 bei den Lausitzer Füchsen. Zudem war er mit einer Förderlizenz für die Frankfurt Lions ausgestattet, für die er allerdings nicht zum Einsatz kam.
Auch die Saison 2008/2009 bestreitet er für die Lausitzer Füchse. Eine Förderlizenz hat er in diesem Jahr nicht erhalten. Im Sommer 2009 verließ er die Füchse und wechselte in die Oberliga zum EHC Dortmund. Nach zwei Jahren bei den Elchen, wechselte er zur Saison 2011/12 innerhalb der Oberliga zu den Löwen Frankfurt. In der Saison 2013/14 stand er für die Hammer Eisbären im Tor und wechselte anschließend in der Saison 2014/15 zu den Moskitos Essen. In den folgenden Spielzeiten 2015/16 bis 2017/18 stand er für den Herner EV im Tor, wechselte für die Saison 2018/19 zu den Moskitos Essen und anschließend für Die Saison 2019/20 zu den Füchsen Duisburg. Aktuell steht er seit Beginn der Saison 2020/21 wieder beim Herner EV im Tor.

## Karrierestatistik
| 2007/08 | Lausitzer Füchse | 2.BL | 1 | 60  | 0 | 1 | 0 | 6  | 6,00 | ,0   | – | – | – | – | – | – | – | – |
| 2008/09 | Lausitzer Füchse | 2.BL | 5 | 144 | 0 | 1 | 0 | 11 | 4,59 | 56,0 | – | – | – | – | – | – | – | – |
| 2009/10 | EHC Dortmund     | OL   |   |     |   |   |   |    |      |      |   |   |   |   |   |   |   |   |

(Legende zur Torhüterstatistik: GP oder Sp = Spiele insgesamt; W oder S = Siege; L oder N = Niederlagen; T oder U oder OT = Unentschieden oder Overtime- bzw. Shootout-Niederlage; Min. = Minuten; SOG oder SaT = Schüsse aufs Tor; GA oder GT = Gegentore; SO = Shutouts; GAA oder GTS = Gegentorschnitt; Sv% oder SVS% = Fangquote; EN = Empty Net Goal; 1 Play-downs/Relegation; Kursiv: Statistik nicht vollständig)